# 380-kV-Diagonale Berlin
Die 380-kV-Diagonale Berlin (auch 380-kV-Transversale Berlin) ist ein System von zum größten Teil als Kabel ausgeführten Höchstspannungs-Leitungen durch das Stadtgebiet von Berlin. Sie verläuft vom Nordwesten durch die Mitte der Stadt und verlässt diese ostwärts.

## Technische Daten

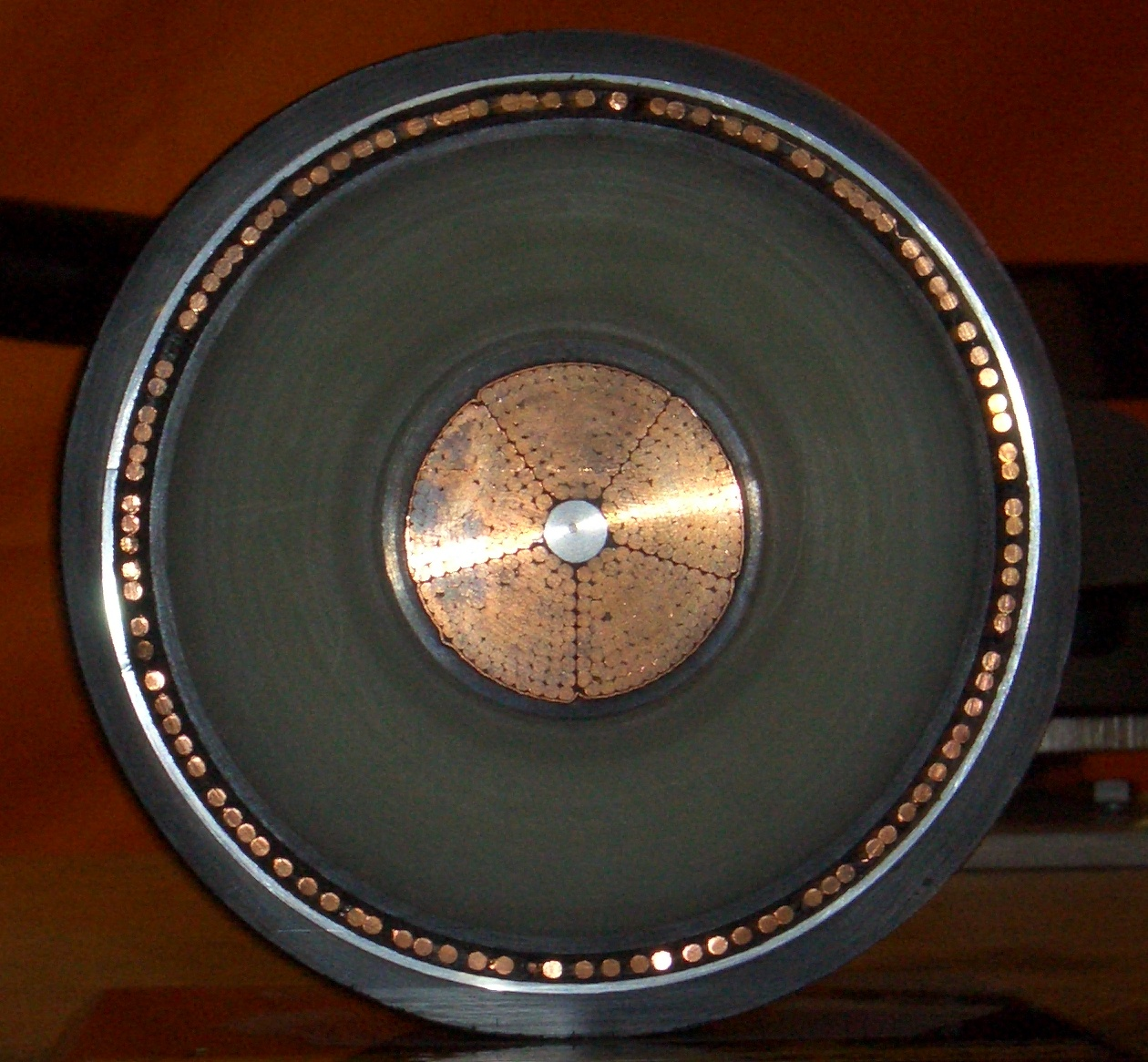
Querschnitt durch ein VPE-isoliertes 400-kV-Kabel

Die Leitungen übertragen Dreiphasenwechselstrom mit 380 kV (Kilovolt). Sie bestehen in der Regel aus zwei Systemen mit jeweils 1100 MVA Übertragungsleistung und ist teilweise als Freileitung, teilweise als Erdkabel bzw. in einem Tunnel verlegt.
Von der Stadtautobahn verlaufen die Leitungen über die Umspannwerke Charlottenburg, Mitte und Friedrichshain zum Umspannwerk Marzahn, jeweils als Kabel ausgeführt. Ein vergleichbar langes Hochspannungskabel gibt es noch in London mit der Länge von 20 km und bei den Wiener Netzen. Ein Problem stellt die kapazitive Last dieser Leitung mit 2,2 μF dar. Um diese mit 50 Hz umzuladen, muss ein Blindstrom von 160 A aufgebracht werden, das entspricht einer Blindleistung von 110 Mvar. Zur Kompensation dieser Blindleistung befinden sich in den o. g. Umspannwerken Kompensationsspulen. Diese sind entweder an das entsprechende Kabel angeschlossen oder lassen sich separat an eine Sammelschiene schalten.
Das Umspannwerk Mitte ist wie das Umspannwerk am Kraftwerk Reuter als gekapselte SF6-Anlage ausgelegt, das heißt, die gasisolierte Schaltanlage ist mit Schwefelhexafluorid (SF6) zur Isolation gefüllt und konnte daher kleiner als eine luftisolierte Anlage ausgeführt werden. Beide Umspannwerke sind die ältesten in SF6-Technik ausgeführten 380-kV-Umspannwerke in Deutschland. Im Umspannwerk Mitte wird die alte Schaltanlage mit 2 Sammelschienen derzeit (2025) durch eine neue, nochmals kompaktere SF6-Schaltanlage mit 3 Sammelschienen ersetzt.

## Verlauf und Geschichte

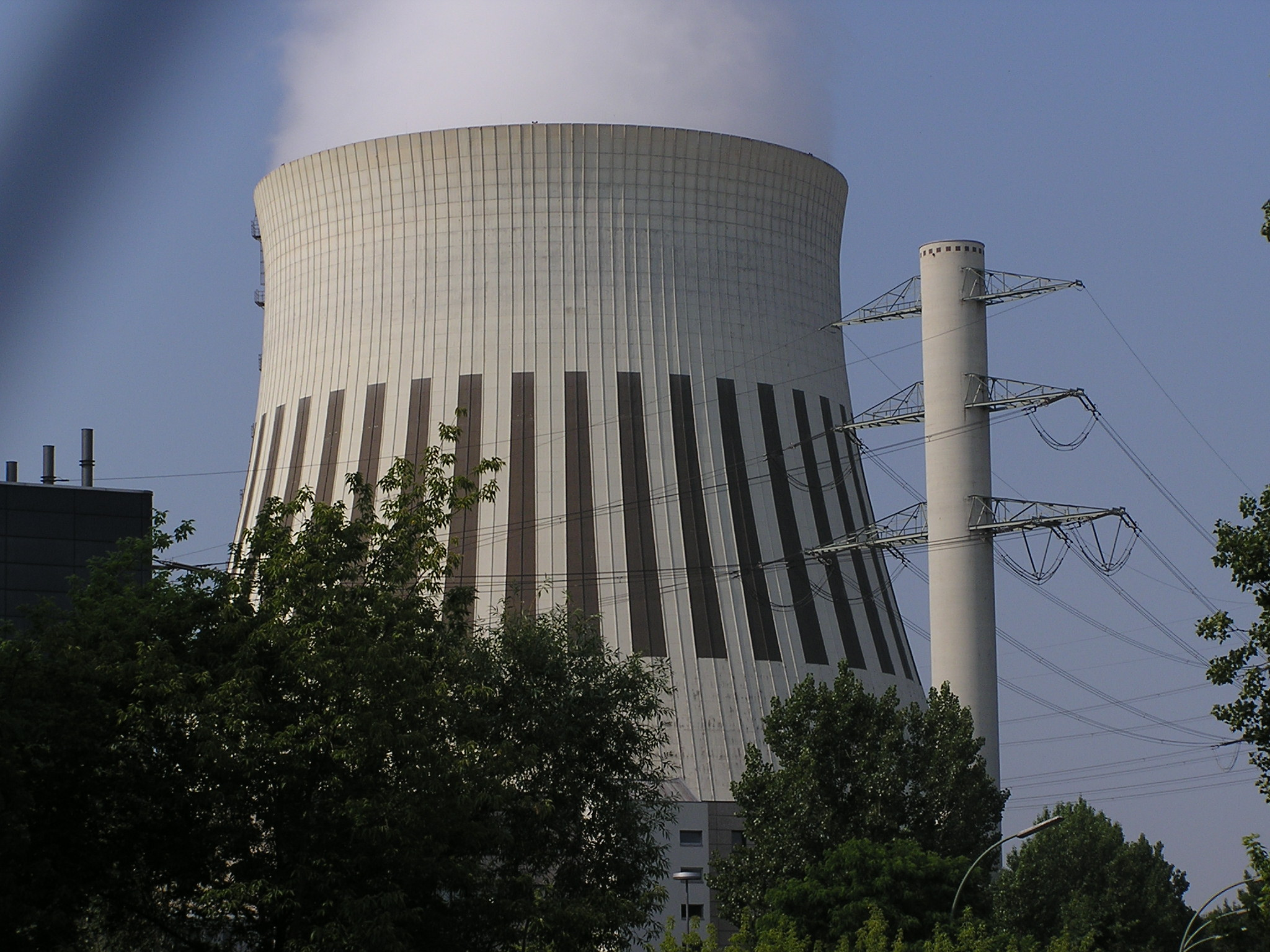
Betonmast mit Stahlfachwerktraversen vor dem Kühlturm des Heizkraftwerks Reuter West

Der erste Abschnitt vom Umspannwerk Reuter zum Umspannwerk Mitte wurde 1978 als weltweit erste große 380-kV-Kabelverbindung in Betrieb genommen. Sie besteht zum einen aus einer 2,6 km langen Freileitung vom Umspannwerk Reuter zur Stadtautobahn an der Rudolf-Wissell-Brücke. Bei dieser Freileitung sind alle Masten als Abspannmasten ausgeführt und es kamen erstmals Kunststoffisolatoren zum Einsatz, üblich waren bis dahin Porzellanisolatoren. Eine weitere Besonderheit im Berliner Stromnetz ist, dass der erste Mast der 380-kV-Freileitung, die vom Kraftwerk Reuter-West zum Kraftwerk Reuter führt, aus ästhetischen Gründen als 66 m hoher schornsteinähnlicher Betonmast mit Stahlfachwerktraversen ausgeführt ist.
Ab der Stadtautobahn wurde eine 8,1 km lange Kabelstrecke zum Umspannwerk Mitte gelegt. Die Einleiter-Kabel zwischen dem Umspannwerk Reuter und dem Umspannwerk Mitte sind als papierisolierte Niederdruck-Ölkabel-Systeme mit einem Leiterquerschnitt von 1200 mm² ausgeführt und zur Kühlung in wassergefüllten Faserzement-Rohren verlegt. Die Kabel sind größtenteils als Erdkabel verlegt. Der Schlosspark und die Spree werden in Tunneln gequert.
Nach der Wiedervereinigung wurde die 380-kV-Transversale Berlin zunächst um 7,6 km in westlicher Richtung zum Umspannwerk Teufelsbruch weitergeführt. Die Einleiter-Kabel zwischen dem Umspannwerk Teufelsbruch und dem Umspannwerk Reuter sind ebenfalls als Niederdruck-Ölkabel ausgeführt und zur Kühlung in wassergefüllten PE-HD-Rohren verlegt. Die Kabel sind größtenteils als Erdkabel verlegt. Der Teufelsseekanal und die Havel werden in Tunneln gequert.
Die Verbindung zum Umspannwerk Teufelsbruch ging am 7. Dezember 1994 mit einem symbolischen Knopfdruck durch den damaligen Regierenden Bürgermeister Eberhard Diepgen in Betrieb, wodurch Westberlin an das überregionale Verbundnetz der VEAG (heute 50Hertz Transmission) angeschlossen wurde. Am 13. September 1995 erfolgte dann mit der sogenannten „elektrischen Wiedervereinigung Deutschlands“ der Anschluss des damaligen VEAG- und Bewag-Netzes an das westeuropäische Verbundnetz der damaligen UCPTE.

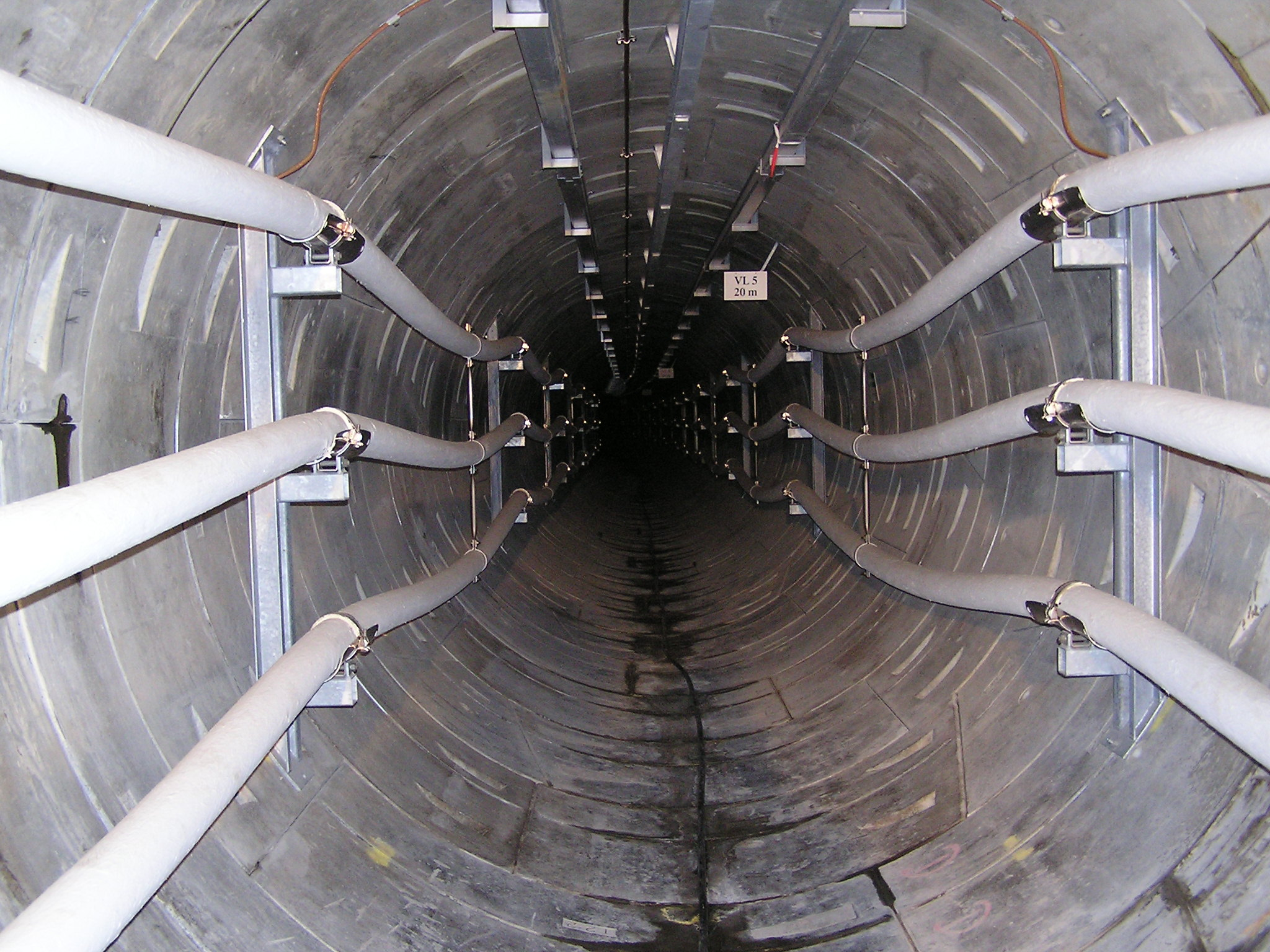
VPE-isolierte Hochspannungskabel im Bereich Prenzlauer Berg

Vom Umspannwerk Mitte führt ein 6,3 km langes VPE-isoliertes 400-kV-Kabel durch einen begehbaren Tunnel, der in bis zu 30 m Tiefe verlegt und zur Inspektion mit einer Einschienen-Hängebahn versehen ist, zum Umspannwerk Friedrichshain. Dieses ging 1998 in Betrieb. Vom Umspannwerk Friedrichshain führt ebenfalls ein 5,4 km langes VPE-isoliertes 400-kV-Kabel durch einen Tunnel zum Umspannwerk Marzahn. Dieses Kabel ging 2000 in Betrieb. Auch dieser Tunnel ist begeh- und befahrbar.
Von Marzahn aus führt eine Freileitung zum Umspannwerk Neuenhagen östlich von Berlin. Nach Anschluss der neu gebauten Teilabschnitte an diese Leitung besteht seit November 2000 ein zweiseitiger Anschluss der 380-kV-Diagonale an das umliegende Höchstspannungsnetz.

## Zukunft
Aufgrund steigender Erzeugung regenerativer Energien in Mecklenburg-Vorpommern und Brandenburg steigt die Auslastung der Leitung. Zudem sind die älteren Abschnitte im westlichen Teil zunehmend sanierungsbedürftig. Daher plant der Betreiber 50Hertz Transmission in den kommenden Jahren eine Erneuerung und Verstärkung der Leitung im rund 7 km langen Teilabschnitt vom Ende der bestehenden Freileitung an der Rudolf-Wissell-Brücke über das Umspannwerk (UW) Charlottenburg bis zum UW Mitte. Die hier bisher eingesetzten Einleiter-Ölkabel-Systeme in erdverlegten Rohren sollen durch zwei neue Kabelsysteme in einem begehbaren und damit wartungsfreundlichen Tunnel ersetzt werden. Die Stromtragfähigkeit soll von derzeit 1,6 auf 2,5 kA steigen. Zum Einsatz kommen dann kunststoffisolierte Hochleistungskabel.
Der mittels Tunnelbohrmaschine aufzufahrende Tunnel wird einen Innendurchmesser von 3 m aufweisen und wird mit Tübbingen ausgekleidet. Er soll zwischen 20 und 30 m unter der Oberfläche verlaufen. Entlang der Strecke werden vier Schachtbauwerke angeordnet. Eine eingebaute Tunnelbahn erlaubt einfache Inspektion und Wartung. Der Aufbau entspricht den beiden bereits bestehenden Tunneln zwischen den Umspannwerken Mitte und Friedrichshain sowie zwischen Friedrichshain und Marzahn.
Nach erfolgter Baugrunduntersuchung und dem Genehmigungsverfahren sind bis 2022 die vier Schächte errichtet worden. Daraufhin erfolgte im September 2022 das Einsetzen der Tunnelbohrmaschine, die sich ab Oktober des gleichen Jahres mit 10 Metern pro Tag vorarbeiten soll. Nach der Tunnelfertigstellung werden zwei Jahre für den Kabeleinbau veranschlagt. Die Inbetriebnahme und Integration der neuen Kabelanlage in den Netzverbund ist für das Jahr 2028 vorgesehen.
Im Juni 2025 kam die Tunnelbohrmaschine im Schacht am Umspannwerk Mitte an. Am 27. Juni 2025 wurde das Schneidrad im Beisein des regierenden Bürgermeisters aus dem Schacht gezogen.

## Ausfälle
Die 380-kV-Transversale Berlin dient auch zum Sammeln von praktischer Betriebserfahrung von Kabelsystemen im Höchstspannungsbereich. Im Betrieb kam es bis zum Jahr 2012 wiederholt zu längeren Ausfällen. Beispielsweise führte im Jahr 2009 in einem Kabelendverschluss das Versagen der Isolationsschicht zu einem explosionsartig verlaufenden Spannungsdurchschlag mit Brandfolge. Die Reparaturarbeiten haben bei diesem Ausfall zehn Monate gedauert. Aus allen Störungsunterbrechungen ergibt sich eine durchschnittliche Verfügbarkeit von 90 Prozent, was im Vergleich zu Freileitungssystemen gering ist.

## Lage

### Koordinaten der Knotenpunkte
| UW Teufelsbruch |

| UW KW Reuter |

| Betonmast |

| Endmast |

| UW Mitte |

| UW Friedrichshain |

| UW Marzahn |

| UW Neuenhagen |

- Umspannwerk Teufelsbruch: 52° 34′ 50″ N, 13° 12′ 41″ O
- Umspannwerk Kraftwerk Reuter: 52° 31′ 53″ N, 13° 14′ 56″ O
- Schornsteinähnlicher Betonmast: 52° 32′ 8″ N, 13° 14′ 25″ O
- Endmast 380-kV-Leitung: 52° 31′ 35″ N, 13° 16′ 51″ O
- Umspannwerk Mitte: 52° 30′ 11,9″ N, 13° 22′ 8,9″ O
- Umspannwerk Friedrichshain: 52° 31′ 17″ N, 13° 27′ 23″ O
- Umspannwerk Marzahn: 52° 32′ 7″ N, 13° 31′ 26″ O
- Umspannwerk Neuenhagen: 52° 32′ 23″ N, 13° 42′ 36″ O

### Streckenverlauf bei OpenStreetMap
- Teufelsbruch – Reuter
- Reuter – Endmast
- Endmast – Charlottenburg
- Charlottenburg – Mitte
- Mitte – Friedrichshain
- Friedrichshain – Marzahn
- Marzahn – Neuenhagen